# Limnophila novella
Limnophila novella är en tvåvingeart som beskrevs av Alexander 1928. Limnophila novella ingår i släktet Limnophila och familjen småharkrankar. Inga underarter finns listade i Catalogue of Life.